# Mimosa pseudocallosa
Mimosa pseudocallosa är en ärtväxtart som beskrevs av Arturo Erhardo Erardo Burkart. Mimosa pseudocallosa ingår i släktet mimosor, och familjen ärtväxter. Inga underarter finns listade i Catalogue of Life.